# Prêmio Contigo! de TV de 1997
Prêmio Contigo! de TV de 1997

1997
Novela:
O Rei do Gado
Atriz:
Patricia Pillar
Ator:
Raul Cortez
Autor(a):
Benedito Ruy Barbosa
Prêmio Contigo! de TV 

← 1996  ·  1998 →
O 2º Prêmio Contigo! foi uma premiação realizada em 1997 pela Revista Contigo!, premiando os melhores daquele ano.

## Vencedores
| Melhor Novela                                                                                          | Melhor Autor(a)                                      |
| --- | ---------------------------------------------------- |
| - O Rei do Gado — Benedito Ruy Barbosa                                                                 | - Benedito Ruy Barbosa — O Rei do Gado               |
| Melhor Atriz                                                                                           | Melhor Ator                                          |
| - Patricia Pillar — O Rei do Gado - Regina Duarte — História de Amor - Taís Araújo — Xica da Silva     | - Raul Cortez — O Rei do Gado                        |
| Melhor Atriz Coadjuvante                                                                               | Melhor Ator Coadjuvante                              |
| - Zezé Polessa — Salsa e Merengue - Adriana Esteves — Razão de Viver - Lilia Cabral — História de Amor | - Stênio Garcia — O Rei do Gado / Explode Coração    |
| Melhor Vilã                                                                                            | Melhor Vilão                                         |
| - Glória Pires — O Rei do Gado                                                                         | - Oscar Magrini — O Rei do Gado                      |
| Melhor Atriz Revelação                                                                                 | Melhor Ator Revelação                                |
| - Lavínia Vlasak — O Rei do Gado                                                                       | - Marcello Antony — O Rei do Gado / Salsa e Merengue |
| Melhor Atriz Cômico                                                                                    | Melhor Ator Cômico                                   |
| - Débora Bloch — Salsa e Merengue                                                                      | - Eri Johnson — Vira Lata / Explode Coração          |
| Melhor Figurino                                                                                        | Melhor Maquiagem                                     |
| - Gogóia Sampaio — Salsa e Merengue                                                                    | - Izabel Arbizu — Anjo Mau                           |
| Melhor Trilha Sonora                                                                                   | Melhor Abertura                                      |
| - Mariozinho Rocha — Anjo Mau                                                                          | - Hans Donner — O Rei do Gado                        |
| Melhor Ator infantil                                                                                   | Melhor Atriz infantil                                |
| - Pedro Gabriel — O Rei do Gado                                                                        | - Carolina Pavanelli — Quem É Você?                  |
| Melhor Par Romântico                                                                                   | Melhor Cenografia                                    |
| - Letícia Spiller e Leonardo Brício — O Rei do Gado                                                    | - Mônica Welker e Raul Travassos — O Rei do Gado     |

## Os mais premiados
- O Rei do Gado — 13
- Salsa e Merengue — 3
- Anjo Mau — 2
- Explode Coração — 2
- Vira Lata — 1
- Quem É Você? — 1